# Nixon Guylherme
Nixon Guylherme Rocha Brizolara (* 26. Dezember 1995 in Feira de Santana), auch bekannt als Nixon Guylherme, ist ein brasilianischer Fußballspieler.

## Karriere
Nixon Guylherme erlernte das Fußballspielen in der Jugendmannschaft des Leixões SC im portugiesischen Matosinhos. Seinen ersten Vertrag unterschrieb er am 1. Juli 2014 in Leça da Palmeira beim Leça FC. Bis Januar 2019 spielte er in den unterklassigen portugiesischen Ligen für CD Condal, AC Alcanenense, GD Bragança und die zweite Mannschaft von Marítimo Funchal. 2019 ging er nach Kuwait. Hier stand er bis Mitte November 2019 beim Erstligisten al-Tadhamon SC unter Vertrag. Für den Verein aus dem Gouvernement al-Farwaniyya bestritt er zehn Ligaspiele. Am 17. November 2019 ging er nach Bangladesch, wo er einen Vertrag beim Erstligisten Chittagong Abahani Limited unterschrieb. Für den Erstligisten aus Chittagong stand er 29-mal auf dem Spielfeld. Hierbei erzielte er 16 Treffer. Nach Vertragsende Ende August 2021 war er bis Anfang Januar 2022 vertrags- und vereinslos. Der Kelantan FC, ein Zweitligist aus Malaysia, nahm ihn am 6. Januar 2022 unter Vertrag. Am Ende der Saison wurde er mit Kelantan Vizemeister und stieg in die erste Liga auf. Im März 2023 ging er nach Südamerika. Hier nahm ihn der bolivianische Erstligist Club Real Tomayapo aus Tarija bis Juni 2023 unter Vertrag. Von Juli 2023 bis Mitte Oktober 2023 war er wieder vertrags- und vereinslos. Über den maltesischen Erstligisten FC Sirens, wo er vom 13. Oktober 2023 bis 11. Januar 2024 unter Vertrag stand, ging er nach Thailand, wo er in Chainat einen Vertrag beim Zweitligisten Chainat Hornbill FC unterschrieb. Für den Verein bestritt er 14 Ligaspiele. Im Juni 2024 wurde sein Vertrag nicht verlängert. Im September 2024 ging er nach Indonesien. Hier schloss er sich in Sidoarjo dem Zweitligisten Deltas FC an.

## Erfolge
Kelantan FC
- Malaysischer Zweitligavizemeister: 2022  ▲